# Groff
GroffはGNUプロジェクトによる、roffの代替となる実装である。ジェームズ・クラークがC++を主言語として独自に実装した。多数のエクステンションを含め、ditroffを手本にしている。最初のバージョンである0.3.1は1990年6月にリリースされた。最初の安定版は1.04で、1991年11月にアナウンスされた。AT&Tのtroff/nroffパッケージはプロプライエタリソフトウェアな上、UNIXブランドのシステムにおいても必ずしも利用可能ではなかった。Groff はこれらを置き換えるための、容易に入手できる自由ソフトウェアとして開発された。1999年、Werner LembergとTed HardingがGroffのメンテナンスを引き継いだ。
Groffは eqn、tbl、pic、soelimといったプリプロセッサやポストプロセッサ用の多数のヘルパープログラムを含んでいる。また、troffのマクロパッケージを置き換えたり拡張したりするマクロパッケージもある。
Groffは新機能の開発を進めており、Linuxや4.4BSDの派生オペレーティングシステム (OS) 等のフリーでオープンソースなUnix系OSにおいて重要な位置を占めている。特にUnix系OSのドキュメントの標準的な形式である manページの作成にtroffマクロが使われているためである。
OpenBSDはバージョン 4.9 以降、groffではなくmandocを使用している。